# 武蔵境自動車教習所
株式会社武蔵境自動車教習所（むさしさかいじどうしゃきょうしゅうじょ）は、東京都武蔵野市にある東京都公安委員会の指定自動車教習所。
1960年設立。現在の代表取締役社長は高橋明希（女性、2009年8月就任）。
公式な愛称は『東京車人』（とうきょうしゃじん）。
イメージキャラクターは『ピック』。2013年ゆるキャラグランプリに出場している。
昨今では、ペーパードライバー講習も行っている。

## 免許
- 中型自動車（特定一般教育訓練給付対象講座）
- 準中型自動車（特定一般教育訓練給付対象講座）
- 普通自動車
- 大型自動二輪車
- 普通自動二輪車
- 小型限定自動二輪車

## 教習車種
普通車
現在はトヨタ・カローラアクシオのハイブリッド車がメインで使用されている。
車体の色でトランスミッションが区別されており、白色がMT車、赤色がAT車だ。
- ホンダ・グレイス(講習用)
- トヨタ・カローラアクシオ

準中型車
- いすゞ・エルフ

中型車
- 三菱ふそう・ファイター

大型二輪
- ホンダ・NC700S

普通二輪
- ホンダ・CB400SUPER FOUR
- ホンダ・シルバーウイング400

小型二輪
- ホンダ・CB125F
- ホンダ・リード125

## アクセス
- JR中央本線および西武多摩川線・武蔵境駅から徒歩5分

## 系列校
- 坂出自動車学校 - 香川県坂出市。公式な愛称は「香川車人」。